# Charibert I

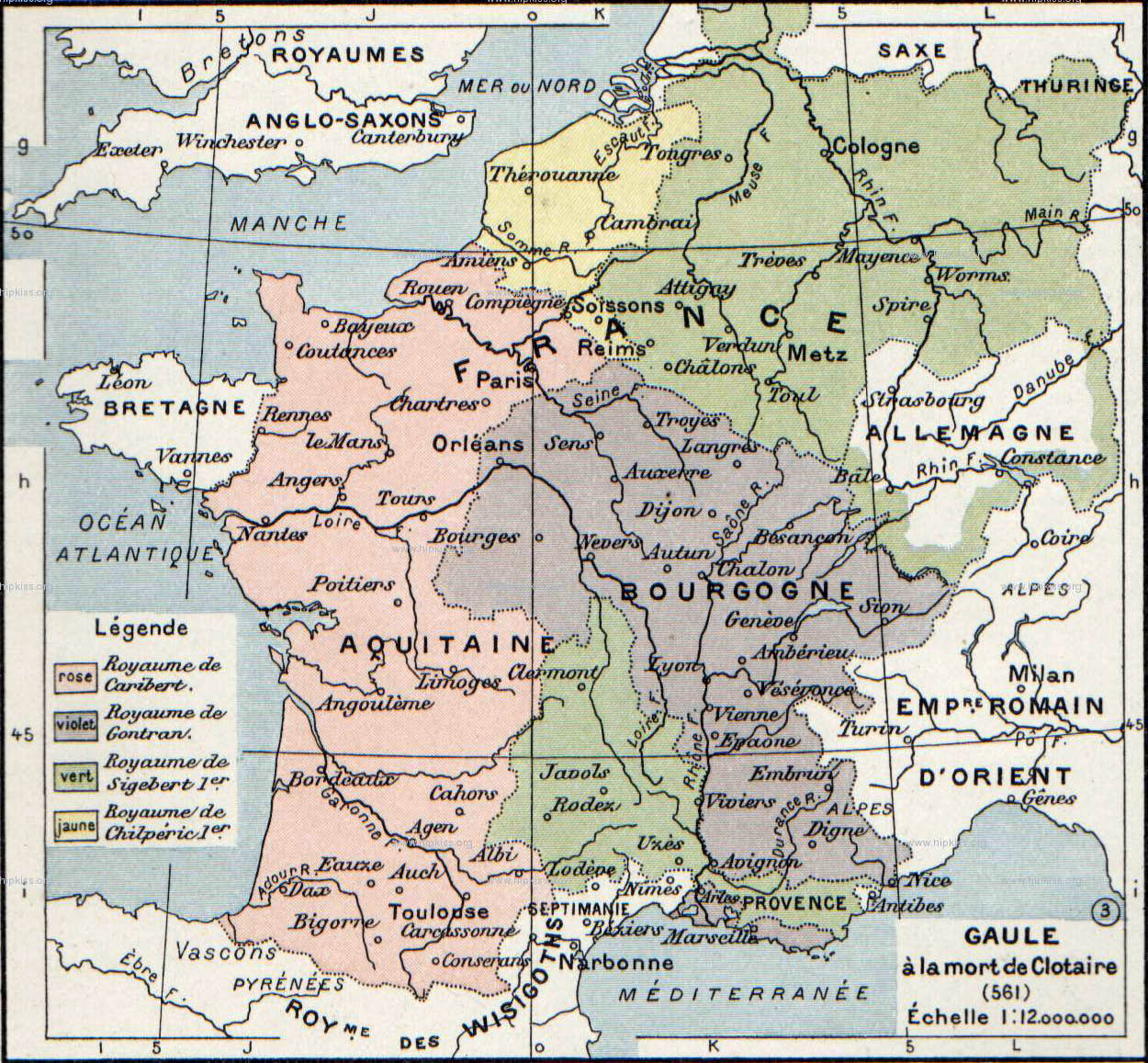
Verdeling 561, gebied van Charibert is rose

Charibert I (ca. 520 - eind 567) was een Frankische koning.
Zijn vader was de Frankische koning Chlotarius I, zijn moeder was de Thüringse prinses Ingund. Hij regeerde van 561 tot 567 over het westen van Neustrië en over Aquitanië met Parijs als hoofdstad. Hij ligt begraven in de abdij van Sint Vincent te Parijs.
In 556 moet hij voor zijn vader samen met zijn jongere broer Gunthram, de opstand van zijn halfbroer Chramm onderdrukken. Chramm laat ze geloven dat hun vader is overleden en de broers keren terug zonder slag te hebben geleverd. In 561 wordt hij koning maar doet vooral van zich spreken door zijn huwelijksleven. Na zijn dood werd zijn koninkrijk onder zijn broers verdeeld omdat hij alleen maar dochters had.

## Huwelijken
1. Ingoberga, van wie hij reeds voor hun huwelijk een dochter had: Bertha, die later met koning Ethelbert van Kent trouwde. Charibert nam tijdens zijn huwelijk twee dochters van een wolbewerker tot minnares. Uit boosheid liet Ingoberga hun vader aan het hof komen zodat iedereen kon zien van welke lage afkomst ze waren. Charibert werd hierover zo boos dat hij Ingoberga verstootte.
2. Merofledis, een van de dochters van de wolbewerker. Hun dochter, Berthefledis, werd kloosterlinge in Tours, maar hield meer van lekker eten en lang slapen dan van de dienst des Heren.
3. Theudichildis, dochter van een schaapherder, van wie hij een dochter, Chlotilde, kreeg. Deze Chlotilde was later als religieuze betrokken bij de opstand der nonnen in Poitiers.
4. Marcofleva, zus van Merofledis. Marcofleva was eerder non geweest en daarom werden zij en Charibert door de bisschoppen geëxcommuniceerd. De werkelijke reden tot de excommunicatie was echter een conflict over bisschopsbenoemingen.

Ingoberga leefde eenentwintig jaar langer dan haar man. In 588 overleed zij in Tours op zeventigjarige leeftijd. Zij was vroom, vol wijsheid en leefde in een geur van heiligheid door gebed, vasten en aalmoezen. Bij testament schonk zij al haar bezittingen aan de kerken van Tours en van Le Mans.
Theudichildis trok na de dood van Charibert met al haar schatten naar de broer van Charibert, koning Gunthram in Bourgondië en wilde met hem in het huwelijk treden. Gunthram weigerde het huwelijk maar hield de schatten en sloot Theudichildis op in een klooster in Arles. Na een mislukte ontsnappingspoging liet de abdis haar  en folteren tot aan haar dood.

## Voorouders
| Voorouders van Charibert I | Voorouders van Charibert I               | Voorouders van Charibert I               | Voorouders van Charibert I                           | Voorouders van Charibert I                           | Voorouders van Charibert I             | Voorouders van Charibert I             | Voorouders van Charibert I             | Voorouders van Charibert I             |
| -------------------------- | ---------------------------------------- | ---------------------------------------- | ---------------------------------------------------- | ---------------------------------------------------- | -------------------------------------- | -------------------------------------- | -------------------------------------- | -------------------------------------- |
| Overgrootouders            | Childerik I (436-481) ∞ Basina (438–477) | Childerik I (436-481) ∞ Basina (438–477) | Chilperik II van Bourgondië (440-493) ∞ Caratene (-) | Chilperik II van Bourgondië (440-493) ∞ Caratene (-) | ? (–) ∞ ? (-)                          | ? (–) ∞ ? (-)                          | ?(–) ∞ ? (-)                           | ?(–) ∞ ? (-)                           |
| Grootouders                | Clovis I (466-511) ∞ Clothilde (480-545) | Clovis I (466-511) ∞ Clothilde (480-545) | Clovis I (466-511) ∞ Clothilde (480-545)             | Clovis I (466-511) ∞ Clothilde (480-545)             | Baderic van Thüringen (-) ∞ ? (-)      | Baderic van Thüringen (-) ∞ ? (-)      | Baderic van Thüringen (-) ∞ ? (-)      | Baderic van Thüringen (-) ∞ ? (-)      |
| Ouders                     | Chlotarius I (497-561) ∞ Ingund (499-)   | Chlotarius I (497-561) ∞ Ingund (499-)   | Chlotarius I (497-561) ∞ Ingund (499-)               | Chlotarius I (497-561) ∞ Ingund (499-)               | Chlotarius I (497-561) ∞ Ingund (499-) | Chlotarius I (497-561) ∞ Ingund (499-) | Chlotarius I (497-561) ∞ Ingund (499-) | Chlotarius I (497-561) ∞ Ingund (499-) |
| Charibert I (520-567)      |                                          |                                          |                                                      |                                                      |                                        |                                        |                                        |                                        |